# Liste des monuments historiques de Thionville
Ce tableau présente la liste de tous les monuments historiques classés ou inscrits dans la ville de Thionville, dans la Moselle, en France.

## Liste des monuments
| Monument                            | Commune    | Adresse                                         | Coordonnées                      | Notice         | Protection | Date | Illustration                        |
| ----------------------------------- | ---------- | ----------------------------------------------- | -------------------------------- | -------------- | ---------- | ---- | ----------------------------------- |
| Autel de la Patrie                  | Thionville | Place Claude-Arnould                            | 49° 21′ 32″ nord, 6° 10′ 02″ est | « PA00107039 » | Classé     | 1995 | Autel de la Patrie                  |
| Beffroi de Thionville               | Thionville | 36 quai Sainte-Catherine                        | 49° 21′ 28″ nord, 6° 10′ 02″ est | « PA00107010 » | Inscrit    | 1980 | Beffroi de Thionville               |
| Château du Hof                      | Thionville | 2 rue Saint-Urbain                              | 49° 22′ 09″ nord, 6° 08′ 35″ est | « PA00107077 » | Inscrit    | 1992 | Château du Hof                      |
| Château de Thionville               | Thionville | Cour-du-Château                                 | 49° 21′ 29″ nord, 6° 10′ 07″ est | « PA00107011 » | Inscrit    | 1980 | Château de Thionville               |
| Château de Volkrange et ses communs | Thionville | Village                                         | 49° 21′ 36″ nord, 6° 05′ 20″ est | « PA00107012 » | Inscrit    | 1984 | Château de Volkrange et ses communs |
| Couvent des Clarisses de Thionville | Thionville | 1 rue du Pont                                   | 49° 21′ 28″ nord, 6° 10′ 06″ est | « PA00107059 » | Inscrit    | 1991 | Couvent des Clarisses de Thionville |
| Église Saint-Maximin de Thionville  | Thionville | Place de l'Église                               | 49° 21′ 25″ nord, 6° 10′ 02″ est | « PA00107013 » | Classé     | 1984 | Église Saint-Maximin de Thionville  |
| Enceinte de Thionville              | Thionville | Boulevard Robert-Schuman                        | 49° 21′ 12″ nord, 6° 10′ 38″ est | « PA00107014 » | Classé     | 1984 | Enceinte de Thionville              |
| Hôtel d'Eltz                        | Thionville | 10, 12 place du Château                         | 49° 21′ 29″ nord, 6° 10′ 08″ est | « PA00107015 » | Inscrit    | 1980 | Hôtel d'Eltz                        |
| Hôtel de Raville                    | Thionville | 7, 9, 11 cour du Château 2, 4 rue des Clarisses | 49° 21′ 29″ nord, 6° 10′ 07″ est | « PA00107016 » | Inscrit    | 1980 | Hôtel de Raville                    |
| Musée de la Tour aux Puces          | Thionville |                                                 | 49° 21′ 29″ nord, 6° 10′ 09″ est | « PA00107018 » | Inscrit    | 1932 | Musée de la Tour aux Puces          |
| Pont-écluse sud du couronné d'Yutz  | Thionville |                                                 | 49° 21′ 09″ nord, 6° 10′ 16″ est | « PA00107017 » | Classé     | 1984 | Pont-écluse sud du couronné d'Yutz  |